# Comme sur un nuage
Comme sur un nuage (そらいろフラッター, Sorairo Flutter) est un manga de type shōnen écrit par Coma Hashii et dessiné par Okura. Il a été prépublié dans le magazine Monthly Gangan Joker et édité en volumes par Square Enix entre le 22 juillet 2017 et le 5 octobre 2018.

## Synopsis
Dai Noshiro est un lycéen de 17 ans qui vient d'arriver dans un nouveau lycée. D'esprit ouvert et jovial il s'intègre sans difficulté dans sa nouvelle classe mais il remarque qu'un élève, Kō Sanada, est mis à l'écart par ses camarades car la rumeur raconte qu'il est gay. Noshiro trouvant cela injuste et immoral décide d'essayer de devenir son ami.

## Liste des volumes
| no | Japonais        | Japonais          | Français        | Français          |
| no | Date de sortie  | ISBN              | Date de sortie  | ISBN              |
| -- | --------------- | ----------------- | --------------- | ----------------- |
| 1  | 22 juillet 2017 | 978-4-75-755419-1 | 29 octobre 2020 | 978-2-36-974877-9 |
| 2  | 22 mars 2018    | 978-4-75-755668-3 | 11 février 2021 | 978-2-36-974902-8 |
| 3  | 5 octobre 2018  | 978-4-75-755886-1 | 8 avril 2021    | 978-2-38-212023-1 |

### Édition japonaise
1. 1 2  (ja) « そらいろフラッター 1 », Square Enix
2. 1 2  (ja) « そらいろフラッター 2 », Square Enix
3. 1 2  (ja) « そらいろフラッター 3 », Square Enix

### Édition française
1. 1 2  « Comme sur un nuage T.1 », Akata
2. 1 2  « Comme sur un nuage T.2 », Akata
3. 1 2  « Comme sur un nuage T.3 », Akata